# Загурская, Галина Николаевна
Гали́на Николае́вна Загу́рская (узб. Zagurskaya Galina Nikolayevna; 1905, Иркутск — 1978, Ташкент) — советская, российская и узбекистанская театральная актриса, режиссёр, балерина, балетмейстер. Народная артистка СССР (1969).

## Биография
Галина Загурская родилась 27 апреля 1905 года в Иркутске (ныне в России).
Её отец Николай Загурский из числа поляков, сосланных в Восточную Сибирь после восстания в Польше 1863-го года. Служил инженером на Дальневосточной железной дороге. В 1918 году был расстрелян белогвардейцами.
С 1921 года, после окончания балетной школы в Иркутске, — балерина Иркутского драматическоо театра, где в этом качестве проработала пять лет. До 1932 года — балетмейстер театра.
С 1932 года работала как балетмейстер и драматическая актриса в Ярославском драматическом театре, затем в театрах Владивостока, Иркутска и др.
С 1937 по 1977 год (с перерывом) — актриса, с 1946 — также и художественный руководитель Ташкентского русского драматического театра им. М. Горького (ныне Русский драматический театр Узбекистана). Исполнила более 150 ролей.
Как режиссёр ставила спектакли в театре и драматическом кружке Дома пионеров. Много занималась с детьми, молодыми актёрами театра.
В конце 1940-х — начале 1950-х годов два года работала в Приморском краевом драматическом театре им. М. Горького (Владивосток).
Депутат Верховного Совета Узбекской ССР 6-го созыва.
Скончалась 16 ноября (по другим источникам — 10 ноября) 1978 года в Ташкенте. Похоронена на Боткинском кладбище.

### Семья
- Муж — Юрий Павлович Яковлев (1906—1954), театральный критик, директор театра

## Награды и звания
- Заслуженная артистка Узбекской ССР[3]
- Народная артистка Узбекской ССР (1944)
- Народная артистка СССР (1969)
- Государственная премия Узбекской ССР имени Хамзы (1971) — за исполнение роли Толгонай в спектакле «Материнское поле» Ч. Айтматова[1][5]
- Орден Ленина (18.03.1959)[6]
- Орден Трудового Красного Знамени (16.01.1950)[7]
- Орден «Знак Почёта» (1944)
- Медали.

## Творчество

### Театральные роли
- «Американская трагедия» по Т. Драйзеру — Сондра
- «Анна Каренина» по Л. Толстому — Анна Каренина
- «Бай и батрак» Хамзы — Джамиля
- «Филумена Мартурано» Э. де Филиппо — Филумена
- «Без вины виноватые» А. Островского — Кручинина, Нина Коринкина
- «Последняя жертва» А. Островского — Юлия Тугина
- «Вишнёвый сад» А. Чехова — Раневская
- «Враги» М. Горького — Татьяна
- «Каменное гнездо» Х. Вуолийоки — Хозяйка
- «Проделки Майсары» Хамзы — Майсара
- «Странная миссис Сэвидж» Д. Патрика — миссис Сэвидж
- «Тяжесть обвинения» Л. Шейнина — Соломонида
- «Три сестры» А. Чехова — Ирина
- «Мещане» М. Горького — Елена
- «Материнское поле» Ч. Айтматова — Толгонай
- «Платон Кречет» А. Корнейчука — Лида
- «Любовь Яровая» К. Тренёва — Панова
- «Русские люди» К. Симонова — Валя
- «Воскресение» по Л. Толстому — Катюша Маслова
- «На бойком месте» А. Островского — Евгения
- «Гроза» А. Островского — Варвара
- «На дне» М. Горького — Василиса Карповна
- «Единственный свидетель» А. Тур и П. Тур — Сабурова
- «Собака на сене» Л. де Веги — Диана
- «Хозяйка гостиницы» К. Гольдони — Мирандолина
- «Знаменитая Мэри» А. Дюрана — Мэри
- «Бешеные деньги» А. Островского — Лидия Чебоксарова
- «Клоп» В. Маяковского — мадам Ренессанс
- «Миссис Пайпер ведет следствие» Дж. Поплуэлла — миссис Пайпер

### Постановки
- «Кот в сапогах» по Ш. Перро
- «Собака на сене» Л. де Веги
- «Крошка Доррит» по Ч. Диккенсу
- «Женитьба Бальзаминова» А. Островского
- «Jizzaki»
- «Uch xapdori»